# 保田春彦
保田 春彦（やすだ はるひこ、1930年2月21日 - 2018年1月20日）は、日本の彫刻家・画家。武蔵野美術大学名誉教授。

## 略歴
1930年和歌山県生まれ。父は、南方熊楠の肖像彫刻で有名な彫刻家の保田龍門。娘婿は彫刻家の西村浩幸。
東京美術学校（現東京芸術大学）を卒業。1958年2月より10年近くヨーロッパ各地で滞在、制作を行う。オシップ・ザッキン等に師事。1968年、日本に帰国。1975年に武蔵野美術大学教授に就任し、1999年まで在職した。2018年1月20日、老衰のため死去。

## 受賞歴
- 1971年 第11回サンパウロ・ビエンナーレビエンナーレ賞
- 1995年 
  - 第26回中原悌二郎賞（中原悌二郎記念旭川市彫刻美術館）[4]
  - 和歌山県文化賞[5]
- 1997年 紫綬褒章
- 2005年 第54回神奈川文化賞[6]
- 2008年 第23回平櫛田中賞[7]

## 著書
- 『造形の視座から』形文社、1998年